# Falsomesosella parvula
Falsomesosella parvula är en skalbaggsart som beskrevs av Stefan von Breuning 1938. Falsomesosella parvula ingår i släktet Falsomesosella och familjen långhorningar. Inga underarter finns listade i Catalogue of Life.